# Classe République
A Classe République foi uma classe de couraçados operada pela Marinha Nacional Francesa, composta pelo République e Patrie. Suas construções começaram em 1901 e 1902 nos estaleiros do Arsenal de Brest e Forges et Chantiers de la Méditerranée e foram lançados ao mar em 1902 e 1903, entrando em serviço na frota francesa em 1907. A classe foi encomendada como parte de um programa de expansão naval francês que tinha intenção de fazer frente à expansão naval da Marinha Imperial Alemã. Os franceses queriam construir seis novos couraçados, porém os quatro últimos passaram por algumas modificações de projeto e tornaram-se a sucessora Classe Liberté.
Os dois couraçados da Classe République eram armados com uma bateria principal composta por quatro canhões de 305 milímetros montados em duas torres de artilharia duplas. Tinham um comprimento de fora a fora de 135 metros, boca de 24 metros, calado de pouco mais de oito metros e um deslocamento carregado de mais de catorze mil toneladas. Seus sistemas de propulsão eram compostos por 24 caldeiras a carvão que alimentavam três motores de tripla-expansão, que por sua vez giravam três hélices até uma velocidade máxima de dezoito nós (33 quilômetros por hora). Os navios também tinham um cinturão de blindagem que tinha 280 milímetros de espessura.
Os navios serviram no Mar Mediterrâneo e tiveram uma carreira em tempos de paz relativamente transquila. Com o início da Primeira Guerra Mundial, eles escoltaram comboios de tropas do Norte da África e então envolveram-se na Batalha de Antivari. Depois disso participaram da Campanha de Galípoli e em seguida colocados nos esforços Aliados para forçar a entrada da Grécia na guerra. O République foi desarmado em 1918 e transformado em um navio-escola, enquanto o Patrie teve o mesmo destino em 1919. O République foi desmontado em 1921, mas o Patrie foi mantido para propósitos de treinamento até 1936, quando foi descomissionado em desmontado no ano seguinte.

## Projeto
O République e Patrie foram autorizados pela Lei da Frota de 1900, que exigia um total de seis couraçados. A lei foi uma reação à Lei Naval Alemã de 1898, que marcou uma expansão significativa de sua frota sob o comando do Almirante Alfred von Tirpitz. Como a Alemanha era o principal inimigo da França, um fortalecimento considerável de sua frota pressionou o parlamento francês a autorizar um programa semelhante. Louis-Émile Bertin, que se tornou o Directeur central des constructions navales (DCCN — Diretor Central de Construção Naval) em 1896, foi o responsável pela preparação do novo projeto. Bertin fez campanha no início da década de 1890 por revisões nos couraçados que estavam sendo construídos, pois ele determinou corretamente que sua blindagem rasa os tornaria vulneráveis a inundações por impactos acima do cinturão, o que poderia desestabilizar perigosamente os navios.
Ao se tornar o DCCN, Bertin estava em posição de promover suas ideias sobre a construção de couraçados. Em novembro de 1897, ele solicitou um navio com deslocamento de 13 600 toneladas, um aumento significativo em tamanho em relação aos couraçados anteriores, o que lhe permitiria incorporar o layout de blindagem mais abrangente que ele considerou necessário para proteção contra projéteis perfurantes contemporâneos. O novo navio seria protegido por um cinturão alto que cobria a maior parte do comprimento do casco, coberto por um convés blindado plano; combinados, eles criavam uma grande caixa blindada que era altamente subdividida com compartimentos estanques para reduzir o risco de inundações incontroláveis.

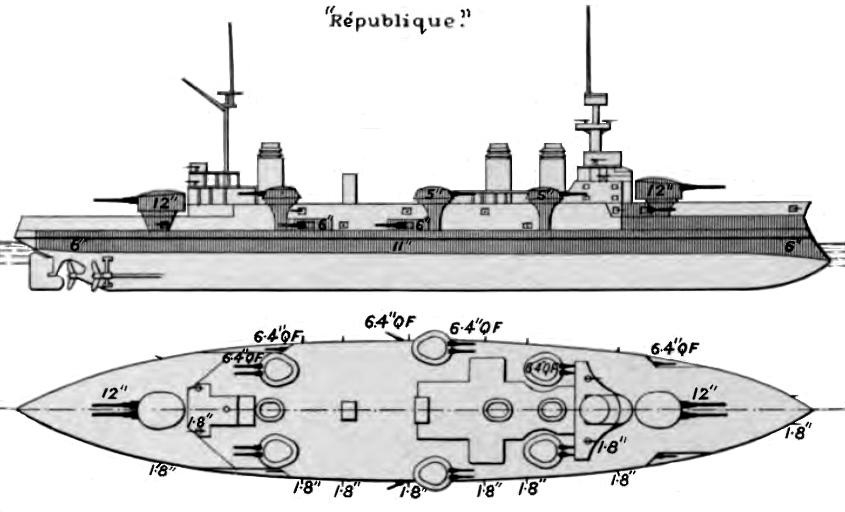
Elevação direita e planta do convés conforme retratado no The Naval Annual de Brassey em 1906

O trabalho de design do navio continuou pelos dois anos seguintes, enquanto a equipe trabalhava em vários detalhes. A equipe apresentou uma proposta revisada em 20 de abril de 1898, com o deslocamento agora aumentado para 15 mil toneladas, o que estava no mesmo nível dos designs britânicos contemporâneos. Para garantir a passagem pelo Canal de Suez, o calado foi limitado a 8,4 metros. O pessoal especificou o armamento principal padrão de quatro canhões de 305 milímetros em duas torres de artilharia duplas. O comando naval aprovou a proposta, mas solicitou alterações no projeto, particularmente no arranjo do layout da bateria secundária. Elas se mostraram difíceis de incorporar, pois as mudanças solicitadas aumentaram o peso, o que exigiu reduções na espessura da blindagem para evitar que o navio ficasse muito pesado na parte superior. A Marinha recusou-se a permitir as reduções, pelo que foram consideradas novas reorganizações.
Em 23 de dezembro, os projetistas avaliaram duas propostas para as torres de armas secundárias da Schneider-Creusot e da Direction de l'artillerie (Diretoria de Artilharia), administrada pelo governo, e a proposta desta última foi adotada para o novo navio. Essas eram novas torres de dois canhões que permitiam que mais armas secundárias fossem transportadas nas torres, que eram suportes mais flexíveis do que as casamatas tradicionais. Outra reunião em 28 de abril de 1899 definiu as características finais do projeto e, em 29 de maio, Bertin foi orientado a alterar o projeto para se adequar às especificações adotadas. O trabalho de design final levou mais dois meses, e Bertin enviou a versão finalizada em 8 de agosto. Após quase um ano de inação, Jean Marie Antoine de Lanessan, o Ministro da Marinha, aprovou o projeto em 10 de julho de 1900, e em 9 de dezembro o parlamento aprovou a Lei da Frota de 1900 que autorizou um total de seis navios.
Os franceses planejaram originalmente construir seis navios da classe, que às vezes é chamada de classe Patrie, mas os desenvolvimentos no exterior, particularmente a construção dos King Edward VII, levaram a um redesenho dos últimos quatro membros da classe. Os navios de guerra estrangeiros começaram a transportar uma bateria secundária pesada, como os canhões de 254 milímetros do King Edward VII, o que levou a um aumento nas baterias secundárias francesas de 164 para 194 milímetros, produzindo a classe Liberté, embora estes sejam às vezes considerados uma subclasse da République em vez de uma classe distinta própria. O République e Patrie entraram em serviço logo após o revolucionário couraçado HMS Dreadnought entrar em serviço na Marinha Real, tornando pré-dreadnoughts como eles obsoletos.

### Características gerais

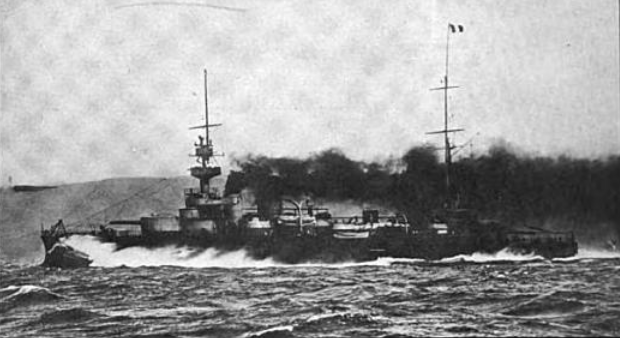
République fumegando em alta velocidade

Os navios tinham tinham 131 metros de comprimento na linha d'água, 133,8 metros de comprimento entre perpendiculares e 135,25 metros em geral. Eles tinham uma boca de 24,25 metros na linha de água e um calado médio de 8,2 metros. Os navios da classe République tinham um deslocamento projetado de 14 870 toneladas, embora em serviço o République deslocasse 14 605 toneladas com carga total, e o Patrie deslocasse um pouco mais, 14 900 toneladas com carga total. Os cascos dos navios foram modelados nos Gloire, que Bertin também havia projetado. Os cascos foram divididos em 15 compartimentos estanques abaixo do convés blindado inferior. Quilhas de fundo foram instaladas para melhorar sua estabilidade.
O République e o Patrie foram construídos com um convés do castelo de proa alto que se estendia até o mastro principal. O République e Patrie mantiveram um pequeno mastro de combate como dianteiro, mas tinham um mastro mais leve como principal. A superestrutura dianteira consistia em uma estrutura de quatro andares erguida ao redor do mastro dianteiro e da torre de comando. A casa de navegação, os aposentos do comandante e a ponte estavam localizados aqui. Em serviço, o arranjo mostrou ter vários problemas: a torre de comando era pequena demais para acomodar a tripulação, e as laterais proeminentes da ponte obstruíam a visão para a popa, o que forçava o comandante a deixar a segurança da torre de comando blindada para ver todo o redor do navio. Em 1912-1913, estas laterais foram removidas para reduzir o problema. Problemas semelhantes também causaram dificuldades na superestrutura traseira, particularmente no sistema de controle de fogo traseiro.
Estes navios tinham uma tripulação de 32 oficiais e 710 homens alistados, embora enquanto serviam como navio-almirante, suas tripulações foram aumentadas para 44 oficiais e 765 homens alistados para incluir a equipe de um almirante. Cada couraçado transportava dezoito barcos menores, incluindo pinaças, lanchas, botes, baleeiros e píeres. Como navio-almirante, esses barcos foram complementados com uma giga de almirante, outro cortador e mais três baleeiros. Quando concluídos, os navios usavam o esquema de pintura padrão da frota francesa: verde para o casco abaixo da linha d'água e preto acima, e bege para a superestrutura. Este esquema foi substituído em 1908 por um azul-acinzentado médio que substituiu o preto e o amarelo-claro, enquanto a pintura verde do casco foi eventualmente substituída pelo vermelho escuro.

### Máquinas
Os navios eram movidos por três motores a vapor verticais de expansão tripla com vinte e quatro caldeiras Niclausse. Os motores do République eram modelos de quatro cilindros, enquanto o Patrie tinha máquinas de três cilindros. As caldeiras eram divididas em quatro salas, as três da frente canalizadas para dois funis e a sala da popa canalizada para o funil traseiro. Os motores estavam localizados no meio do navio, em compartimentos separados e estanques, entre o grupo dianteiro de três salas de caldeiras e o de popa. Cada motor acionava uma hélice de bronze de três pás; a hélice central tinha 4,85 metros de diâmetro para ambos os navios. O République tinha hélices externas de 4,8 metros enquanto o Patrie tinha hélices de 5 metros. Os navios estavam equipados com seis geradores elétricos; dois geradores de 500 amperes foram usados para alimentar as torres da bateria principal e os guinchos de munição e quatro geradores de 800 amperes forneceram energia para o restante dos sistemas dos navios.
O sistema de propulsão foi avaliado em 17 500 cavalos e proporcionava uma velocidade máxima de 18 nós (33 quilômetros por hora) conforme projetado. Em testes de velocidade logo após entrar em serviço, ambos os navios ultrapassaram facilmente esses números, com o République atingindo 19,15 nós (35,47 quilômetros por hora), gerando 19 898 cavalos de potência, e o Patrie fazendo 19,13 nós (35,43 quilômetros por hora) a 18 107 cavalos. O armazenamento de carvão atingia 900 toneladas normalmente e até 1 800 toneladas em plena carga. A uma velocidade de cruzeiro econômica de 10 nós (19 quilômetros por hora), os navios podiam navegar por 8 400 milhas náuticas.

### Armamento
A bateria principal dos navios da classe République consistia em quatro canhões de 305 milímetros Modèle 1893/96 montados em duas torres de canhões duplos, uma na proa e uma na popa. Essas armas disparavam um projétil de 350 quilogramas a uma velocidade inicial de 865 metros por segundo. Na sua altitude máxima de 12 graus, os canhões tinham um alcance de 12 500 metros. A cadência de tiro deles era de um tiro por minuto. Tanto as torres quanto os canhões eram operados eletricamente; ambos os canhões eram normalmente elevados juntos, mas podiam ser desacoplados e operados independentemente se necessário. Os canhões tiveram que ser rebaixados para uma posição de carga fixa, −5 graus, entre os disparos. O armazenamento de munição pronta era de oito projéteis por torre. Embora os primeiros couraçados franceses transportassem uma mistura de vários tipos de projéteis, incluindo projéteis perfurantes (APC), semiperfurantes (SAPC), de ferro fundido, de alto explosivo e de estilhaços, o République e o Patrie padronizaram um carregamento apenas de projéteis APC e SAPC. Em tempos de paz, cada arma era fornecida com 65 projéteis, totalizando 260 por navio, dos quais 104 eram APC e os 156 restantes eram SAPC. O fornecimento em tempo de guerra era três vezes maior, 780 projéteis no total.
A bateria secundária consistia em dezoito canhões de 164 milímetros Modèle 1893; doze estavam montados em torres de asa duplas e seis em casamatas no casco. Os canhões da torre tinham um alcance máximo de 10 800 metros enquanto os canhões de casamata podiam atingir alvos a até 9 mil metros de distância. Eles eram abastecidos com munição APC e SAPC, pesando 54,9 quilogramas e 52,3 quilogramas, respectivamente, que foi disparado a uma velocidade inicial de 900 metros por segundo. Sua cadência de tiro era de três tiros por minuto. Assim como as torres da bateria principal, as torres secundárias eram operadas eletricamente, embora a elevação fosse feita manualmente. Ao contrário dos canhões da bateria principal, eles podiam ser carregados em qualquer ângulo. As armas de casamata eram inteiramente operadas manualmente.
Embora projetado com uma bateria terciária de vinte e quatro canhões de 47 milímetros para defesa contra torpedeiros, durante a construção ficou claro que estes não eram os modelos mais indicados para defesa contra navios mais modernos. Assim, em 22 de agosto de 1905, a Marinha ordenou que dezesseis desses canhões, todos eles montados no casco, fossem substituídos por treze canhões Modèle 1902 de 65 milímetros, que tinham uma cadência de tiro de 15 tiros por minuto e um alcance máximo de 8 mil metros. Os oito restantes, que estavam localizados no mastro de combate e na superestrutura dianteira e traseira, foram mantidos. Essas armas tinham a mesma cadência de tiro que os canhões de 65 milímetros, mas seu alcance era menor, de 6 mil metros. Eles também dispararam um projétil significativamente mais leve, 2 quilogramas, em comparação com o projétil de 4,17 quilogramas da arma maior. O armazenamento de munições era de 450 cartuchos por arma para as de 65 milímetros e 550 cartuchos por arma para as de 47.
Os navios também estavam armados com dois tubos de torpedos de 450 milímetros no casco, lado a lado com os canhões de 164 milímetros na proa. Eles foram dispostos em um ângulo fixo, 19 graus à frente da boca. Cada tubo era fornecido com três torpedos Modèle 1904, que tinham um alcance de mil metros a uma velocidade de 32,5 nós (60,2 quilômetros por hora), carregando uma ogiva de cem quilogramas. Cada navio transportava vinte minas navais que podiam ser colocadas pelos pináculos dos navios.

### Blindagem
A blindagem do cinturão principal do navio consistia em duas faixas de aço cimentado de 280 milímetros ao meio do navio, que foi reduzida para 180 milímetros em direção à proa e à popa. O cinturão terminava perto da popa e era coberto por uma antepara transversal de 200 milímetros e tábuas de teca de 80 milímetros, que por sua vez eram apoiadas por duas camadas de 10 milímetros de aço revestido. Ela avançava até o prolongamento fronta da quilha e proa. Estendia-se de 0,5 metro abaixo da linha d’água até 2,3 metros acima dela e ao longo da borda superior do cinturão, afunilando ligeiramente para 240 milímetros. Uma terceira faixa de blindagem mais fina cobria o casco superior nos níveis do convés principal e do primeiro convés; consistia em um revestimento de aço de 60 milímetros com 80 milímetros de teca. Ele era conectado à barbeta da bateria principal dianteira por uma antepara de 120 milímetros.
A proteção horizontal consistia em dois conveses blindados. O convés superior, no nível do convés principal, cobria quase todo o navio, da proa até a antepara transversal da popa. Haviam neste local três camadas de aço de 18 milímetros, para uma espessura total de 54 milímetros. Abaixo disso, o convés inferior era plano sobre as salas de máquinas e caldeiras, consistindo em três camadas de aço de 17 milímetros, sendo a espessura total 51 milímetros. Nas laterais do convés, ele as placas se inclinavam para baixo para se conectar à borda inferior do cinturão principal. Os lados inclinados eram duas camadas de aço de 36 milímetros. Entre os dois conveses e diretamente atrás do cinturão, havia uma ensecadeira amplamente subdividida, que Bertin projetou para limitar inundações em caso de danos causados pela batalha. Salas de armazenamento de carvão foram colocadas atrás da ensecadeira para absorver estilhaços de projéteis ou fragmentos de blindagem.
As torres da bateria principal receberam a blindagem mais pesada; as faces das guaritas tinham 360 milímetros de espessura enquanto que as partes laterais e traseiras tinham 280 millímetros, todas de aço cimentado. Atrás de cada placa havia duas camadas de aço com 20 milímetros de espessura. O telhado consistia em três camadas de aço de 24 milímetros. Suas barbetas tinham 246 milímetros de espessura acima do convés principal e reduzidas para 66 milímetros abaixo do convés; para a barbeta dianteira, foi usada uma espessura de transição de 166 milímetros, onde a barbeta era coberta pela cinta superior mais fina. As torres secundárias tinham faces e laterais cimentadas de 138 milímetros e 246 milímetros de aço macio, sendo a espessura maior usada para contrabalançar o peso dos canhões. O telhado consistia em três camadas de 13 milímetros de aço. As casamatas secundárias tinham 140 milímetros de espessura, apoiadas em duas camadas de 10 milímetros de aço; as próprias armas foram equipadas com paredes da mesma espessura das da casamata.
A torre de comando avançada tinha 266 milímetros de aço na parte frontal e lateral, com 216 milímetros na parede traseira. Todos os quatro lados foram apoiados por duas camadas de 17 milímetros de revestimento. O acesso à entrada traseira da torre era protegido por uma antepara curva que tinha 174 milímetros de espessura. Um tubo fortemente blindado que consistia em 200 milímetros de espessura protegia o sistema de comunicação que conectava a torre de comando com a estação de transmissão mais abaixo na nave. Abaixo do convés superior, a blindagem foi reduzida para 20 milímetros em duas camadas de 10 milímetros de aço.

### Modificações
Testes foram realizados para determinar se as torres da bateria principal poderiam ser modificadas para aumentar a elevação dos canhões (e, portanto, seu alcance), mas as modificações se mostraram impraticáveis. A Marinha determinou que os tanques de ambos os lados do navio poderiam ser inundados para induzir uma inclinação de 2 graus. Isso aumentou o alcance máximo dos canhões de 12 500 para 13 500 metros. Novos motores foram instalados nas torres secundárias em 1915-1916 para melhorar suas taxas de treinamento e elevação. Também em 1915, os canhões de 47 milímetros localizados em ambos os lados da ponte foram removidos e os dois na superestrutura traseira foram movidos para o teto da torre traseira. Em 8 de dezembro de 1915, o comando naval emitiu ordens para que a bateria leve fosse revisada para apenas quatro canhões de 47 milímetros e oito canhões de 65 milímetros. A bateria leve foi revisada novamente em 1916, com os quatro canhões de 47 milímetros sendo convertidos em montagens antiaéreas de alto ângulo. Eles foram colocados no topo da torre da bateria principal traseira e nos telhados das torres secundárias número 5 e 6.
Em 1912-1913, cada navio recebeu dois Telêmetros Barr & Stroud de 2 metros, embora o Patrie mais tarde os tenha substituído por telêmetros de 2,74 metros retirados do encouraçado Courbet. Os testes revelaram que os telêmetros mais amplos eram mais suscetíveis a ficarem desalinhados, então a Marinha decidiu manter os de 2 metros para os outros couraçados da frota. Em 1916, o comando decidiu modernizar o equipamento de telêmetro da frota, e o Patrie foi equipado com telêmetros de 2 e 2,74 metros para suas armas primárias e secundárias, e um Telêmetro Barr & Stroud de 0,8 metro para seus canhões antiaéreos. Os detalhes do equipamento de telêmetro posterior do République não sobreviveram. Os historiadores John Jordan e Philippe Caresse observam que "este [programa] nunca foi totalmente implementado", não deixando claro se o equipamento do République foi alterado de fato.

## Navios
| Nome       | Construtor                                                  | Batido                 | Lançado                | Comissionado          |
| ---------- | ----------------------------------------------------------- | ---------------------- | ---------------------- | --------------------- |
| République | Arsenal de Brest                                            | 27 de dezembro de 1901 | 4 de setembro de 1902  | 12 de janeiro de 1907 |
| Patrie     | Société Nouvelle des Forges et Chantiers de la Méditerranée | 1 de abril de 1902     | 17 de dezembro de 1903 | 1 de julho de 1907    |

## História

### Pré-guerra

Ilustração do République em andamento

Apesar de terem sido construídos para combater a expansão naval alemã, o République e o Patrie passaram suas carreiras no Mar Mediterrâneo. Em maio de 1907, a França concluiu um acordo informal com a Grã-Bretanha e a Espanha depois que a Alemanha provocou a Primeira Crise Marroquina. Este acordo incluía planos para concentrar a frota britânica contra a Alemanha, enquanto a frota francesa, com apoio espanhol, enfrentaria as da Itália e da Áustria-Hungria. Os navios foram designados para a 1ª Divisão do Esquadrão do Mediterrâneo após entrarem em serviço, com o Patrie servindo como capitânia. Toulon serviu como porto de origem do esquadrão, embora eles também frequentemente atracassem em Golfe-Juan e Villefranche-sur-Mer. Ao longo da década de 1900 e início da década de 1910, os navios foram ocupados com exercícios de treinamento de rotina em tempos de paz no Mediterrâneo Ocidental e no Atlântico. Eles também realizaram revisões navais para o Presidente da França, outros funcionários do governo e dignitários estrangeiros durante este período. Os navios também faziam visitas frequentes a portos estrangeiros no Mediterrâneo, incluindo visitas à Espanha, Mônaco e Itália, entre outros. No início de 1911, os couraçados da classe Danton começaram a entrar em serviço, deslocando o République e o Patrie para o que era agora o 2º Esquadrão da Frota do Mediterrâneo, com o Patrie ainda servindo como carro-chefe da unidade.
Ao longo de suas carreiras em tempos de paz, os navios se envolveram em vários acidentes. Durante as manobras em fevereiro de 1910, o Patrie atingiu acidentalmente o République com um torpedo, forçando-o a retornar ao porto para reparos. Em 25 de setembro de 1911, o République foi danificado pela explosão acidental do encouraçado Liberté em Toulon; a explosão lançou uma grande parte da blindagem do navio no ar, atingindo o République perto da torre da bateria principal dianteira, matando vinte e três homens. No entanto, os reparos foram concluídos rapidamente e os navios realizaram sua rotina típica de treinamento naquele ano. Após o assassinato do arquiduque Francisco Ferdinando em junho de 1914 e durante a subsequente Crise de julho, os navios permaneceram perto de Toulon para serem preparados para a possibilidade de guerra.

### Primeira Guerra Mundial

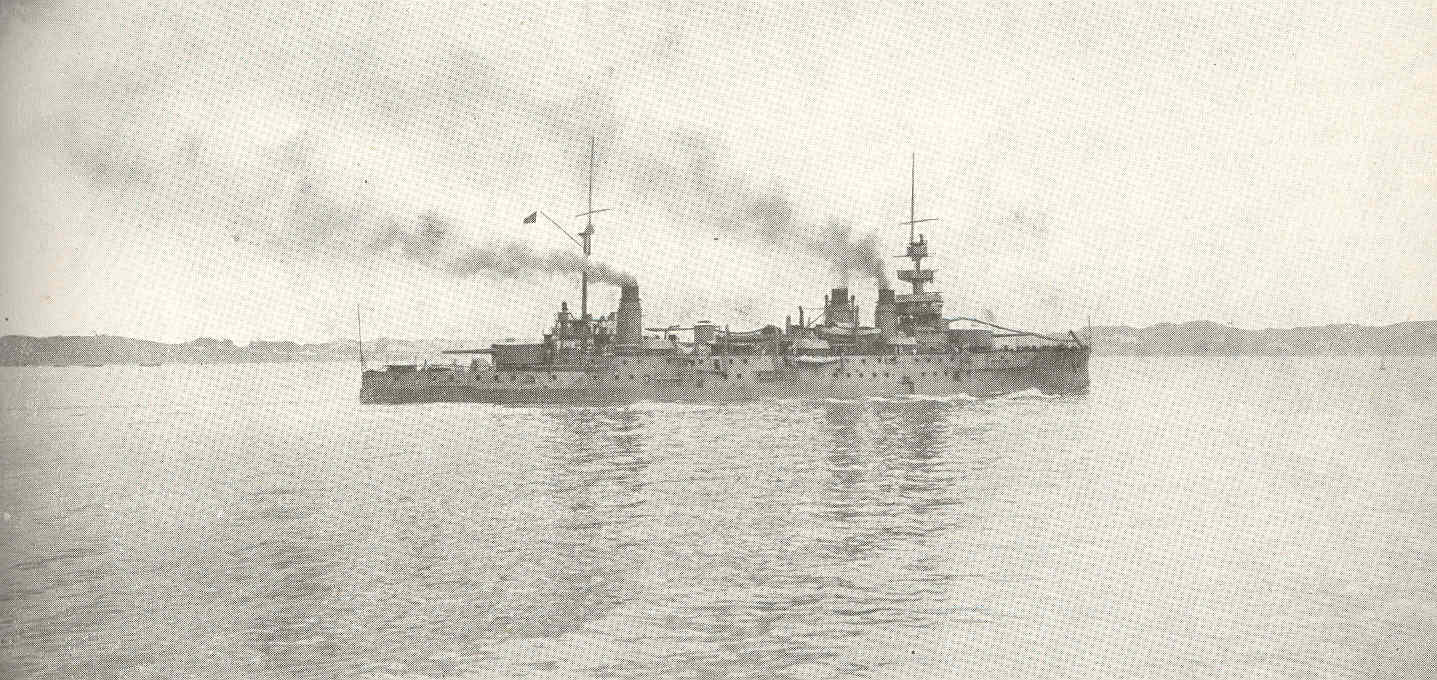
Patrie saindo de Toulon

Com a eclosão da Primeira Guerra Mundial, em agosto de 1914, a frota francesa foi mobilizada para defender os comboios de tropas que transportavam elementos do exército do Norte da África Francesa para a França Metropolitana. O cruzador de batalha alemão SMS Goeben estava no Mediterrâneo na época, e o alto comando francês temia que ele tentasse interditar os comboios. Os navios do 2º Esquadrão navegaram para Argel, escoltaram um comboio de navios de transporte de tropas transportando cerca de 7.000 homens até serem substituídos no meio do caminho para a França pelos encouraçados Jean Bart e Courbet. Depois disso, eles se juntaram ao restante da frota francesa principal e fizeram uma incursão no Mar Adriático para tentar levar a Marinha Austro-Húngara para a batalha em setembro. Os franceses encontraram apenas o cruzador protegido SMS Zenta e um barco torpedeiro, afundando o primeiro na Batalha de Antivari. Seguiram-se patrulhas no sul do Adriático, mas após repetidos ataques de submarinos austro-húngaros, os couraçados da frota retiraram-se para Corfu e Malta, enquanto unidades mais leves continuaram as varreduras.
Em maio de 1915, o Patrie foi enviado para reforçar a Divisão Dardanelos lutando contra as forças otomanas na campanha de Galípoli; ele forneceu apoio de fogo às tropas aliadas em terra até que fossem evacuadas em janeiro de 1916, que o République foi enviado para ajudar a cobrir. Os navios do 2º Esquadrão foram então enviados à Grécia para pressionar o governo neutro, mas pró-alemão; eles enviaram homens à costa em dezembro para apoiar um golpe lançado por elementos pró-Aliados no governo, mas foram obrigados a recuar pelo exército grego. O monarca grego, Constantino I, foi forçado a abdicar em junho de 1917 e seu substituto levou o país à guerra ao lado dos Aliados. Ambos os navios foram então enviados para Mudros, ao largo dos Dardanelos, para se protegerem contra a possibilidade de uma surtida do Goeben, que havia fugido para o Império Otomano no início da guerra, transferido para o serviço otomano e renomeado Yavuz Sultan Selim, embora a única tentativa tenha terminado em fracasso quando o cruzador de batalha atingiu várias minas e encalhou.

### Destinos
No final de janeiro de 1918, o République foi para Toulon para manutenção e, enquanto estava lá, teve dois de seus principais canhões removidos para uso pelo Exército Francês. Como não havia substitutos disponíveis, ele foi reduzido a um navio de treinamento. A tripulação do Patrie sofreu um surto de gripe que matou onze homens em Mudros em julho. O navio foi usado como quartel em Constantinopla durante a intervenção dos Aliados na Guerra Civil Russa em 1919. Ele se juntou ao République na Divisão de Treinamento em agosto, embora o último navio tenha sido substituído por outro em dezembro de 1920. Desativado em maio de 1921 e retirado do registro naval em junho, o République foi posteriormente vendido para desmanteladores de navios na Itália. O Patrie permaneceu em serviço até que dois acidentes em 1924 o forçaram a sair de serviço para reparos, após o que serviu como um navio de treinamento estacionário até 1936, quando também foi desativado, vendido em setembro de 1937 e desmontado.